# 威廉·P·费森登
威廉·皮特·费森登（英語：William Pitt Fessenden，1806年10月16日—1869年9月8日），美国政治家，曾任美国众议院议员（1841年-1843年）、美国参议院议员（1854年-1864年）和美国财政部长（1864年-1865年）。
| 前任： 萨蒙·P·蔡斯 | 美国财政部长 1864年 - 1865年 | 繼任： 休·麦卡洛克 |